# باربرا فلوريان
باربرا فلوريان هي ممثلة سويدية، ولدت في 9 سبتمبر 1931 في ستوكهولم في السويد.

## وصلات خارجية
- باربرا فلوريان على موقع IMDb (الإنجليزية)
- باربرا فلوريان على موقع قاعدة بيانات الفيلم (الإنجليزية)
- باربرا فلوريان على موقع كينوبويسك (الروسية)